# Al Mukadam
Al Mukadam (né Ali Mukaddam le 6 avril 1984) est un acteur canadien. Il est connu pour son interprétation du rôle de Ray Brennan dans la série télévisée Family Channel Radio Free Roscoe (2003-2005).

## Carrière
Il a commencé sa carrière en tant qu'enfant acteur jouant dans plusieurs séries télévisées canadiennes, dont Mythic Warriors, Anne of Green Gables: The Animated Series et Degrassi : La Nouvelle Génération. Il est passé à des rôles plus matures avec son interprétation du lycéen Ray Brennan dans la série télévisée Family Channel Radio Free Roscoe (2003-2005).
En 2015, il a joué dans le film indépendant People Hold On, au sein d'un ensemble comprenant Chloe Rose, Katie Boland et Paula Brancati, qui a été nommé pour un Prix Écrans canadiens. Cette année-là, il a également joué et coproduit la websérie comique We Are Disorderly, dont la première a eu lieu lors d'une projection à Toronto en présence de Drake et d'autres anciens de Degrassi,.
En 2016, il apparaît dans le long métrage Miss Sloane, aux côtés de Jessica Chastain. Le film a eu sa première mondiale à l'American Film Institute le 11 novembre 2016 et a également été projeté au Napa Valley Film Festival le 13 novembre 2016.
En 2018, il a joué un rôle de soutien dans la série télévisée procédurale policière de CTV, The Detail,. Développé par Ley Lukins qui a été co-showrunner et coproducteur exécutif aux côtés d'Adam Pettle, The Detail était une adaptation en 10 épisodes du smash britannique Scott & Bailey et mettait en vedette Grimes-Beech dans le rôle de la détective débrouillarde Jacqueline « Jack » Cooper, qui a de grandes capacités d'enquête mais une vie personnelle compliquée. Il a été annulé après une saison.

## Filmographie

### En tant que directeur
- 2008 : Mookie's Law (court métrage) (crédité sous le nom d'Al Mukadam)
- 2010 : Up & Down (court métrage)
- 2010 : Running Boy (court métrage)
- 2010 : Knock Knock (court métrage)

### En tant que producteur
- 2008 : Mookie's Law (court métrage) (crédité sous le nom d'Al Mukadam)
- 2010 : Up & Down (court métrage)
- 2010 : Running Boy (court métrage)
- 2010 : Knock Knock (court métrage)
- 2011 : Welcome Back (documentaire)

### En tant qu'acteur

#### Cinéma
- 2015 : People Hold On : Dan[13]
- 2016 : Miss Sloane : Ross

#### Séries télévisées
- 2000-2002 : Franklin : Raffin
- 2002 : Opération Walker : Gabe
- 2002 : Rolie Polie Olie : Wheelie
- 2002-2003 : Degrassi : La Nouvelle Génération : Mohammed (3 épisodes)
- 2003 : Soul Food : Les Liens du sang : Teddy Davidson (Épisode "My Brother's Keeper")
- 2003-2005 : Radio Free Roscoe : Ray « Pronto » Brennan
- 2013-2015 : Oh No! It's an Alien Invasion : Nate (voix)
- 2014 : Spun Out : Nelson Abrams
- 2016 : Second Jen : Lewis
- 2018 : The Detail : Aaron Finch
- 2023 : The Way Home : Brayden "Brady" Dhawan
- 2024 : Late Bloomer : Akash Verna